# Barry Primus
Barry Primus (New York, 16 febbraio 1938) è un attore e regista statunitense.

## Filmografia parziale

### Attore

#### Cinema
- La fratellanza (The Brotherhood), regia di Martin Ritt (1968)
- Mannequin - Frammenti di una donna (Puzzle of a Downfall Child), regia di Jerry Schatzberg (1970)
- Il Barone Rosso (Von Richthofen and Brown), regia di Roger Corman (1971)
- America 1929 - Sterminateli senza pietà (Boxcar Bertha), regia di Martin Scorsese (1972)
- Macchie solari, regia di Armando Crispino (1975)
- New York, New York, regia di Martin Scorsese (1977)
- Valanga (Avalanche), regia di Corey Allen (1978)
- Heartland, regia di Richard Pearce (1979)
- The Rose, regia di Mark Rydell (1979)
- Night Games, regia di Roger Vadim (1980)
- Bolero (Les Uns et les Autres), regia di Claude Lelouch (1981)
- Diritto di cronaca (Absence of Malice), regia di Sydney Pollack (1981)
- Il fiume dell'ira (The River), regia di Mark Rydell (1984)
- Su e giù per Beverly Hills (Down and Out in Beverly Hills), regia di Paul Mazursky (1986)
- Space Camp - Gravità zero (SpaceCamp), regia di Harry Winer (1986)
- Affari d'oro (Big Business), regia di Jim Abrahams (1988)
- Indiziato di reato - Guilty by Suspicion (Guilty by Suspicion), regia di Irwin Winkler (1991)
- La notte e la città (Night and the City), regia di Irwin Winkler (1992)
- Black & White, regia di James Toback (1999)
- 15 minuti - Follia omicida a New York (15 Minutes), regia di John Herzfeld (2001)
- L'ultimo sogno (Life as a House), regia di Irwin Winkler (2001)
- Sfida senza regole (Righteous Kill), regia di Jon Avnet (2008)
- American Hustle - L'apparenza inganna (American Hustle), regia di David O. Russell (2013)
- Il grande match (Grudge Match), regia di Peter Segal (2013)
- 7 giorni per cambiare (The Longest Week), regia di Peter Glanz (2014)
- Joy, regia di David O. Russell (2015)
- The Irishman, regia di Martin Scorsese (2019)
- Arkansas, regia di Clark Duke (2020)

#### Televisione
- Assistente sociale (East Side/West Side) – serie TV, episodio 1x08 (1963)
- Il virginiano (The Virginian) – serie TV, episodio 4x30 (1966)
- Le strade di San Francisco (The Streets of San Francisco) – serie TV, 1 episodio (1977)
- New York New York (Cagney & Lacey) – serie TV, 11 episodi (1982-1985)
- La signora in giallo (Murder, She Wrote) – serie TV, episodio 2x20 (1986)
- Miami Vice – serie TV, episodio 5x06 (1988)
- X-Files (The X-Files) – serie TV, episodio 1x06 (1994)
- James Dean - La storia vera (James Dean) – film TV, regia di Mark Rydell (2001)
- Boston Legal – serie TV, episodio 4x06 (2007)

### Regista
- Amanti, primedonne (Mistress) (1992)

## Doppiatori italiani
Nelle versioni in italiano delle opere in cui ha recitato, Barry Primus è stato doppiato da:
- Romano Malaspina in New York New York, La signora in giallo
- Pino Locchi in America 1929 - Sterminateli senza pietà
- Luciano Melani in Macchie solari
- Luciano De Ambrosis in New York, New York
- Sandro Iovino in Il fiume dell'ira
- Nino Prester in Space Camp - Gravità zero
- Stefano De Sando in Affari d'oro
- Claudio Fattoretto in Indiziato di reato - Guilty by Suspicion
- Emilio Cappuccio in X-Files
- Rodolfo Bianchi in James Dean - La storia vera
- Ambrogio Colombo in Sfida senza regole
- Bruno Alessandro in Il grande match
- Gianni Giuliano in 7 giorni per cambiare
- Franco Zucca in The Irishman